# 前田光世

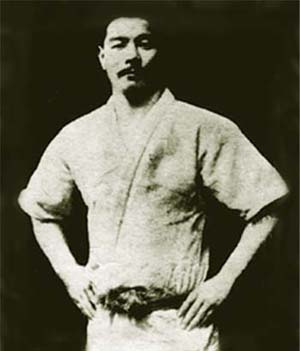
前田光世

前田光世（日语：／ Maeda Mitsuyo，1878年12月18日—1941年11月28日），歸化巴西後改名為孔德·科馬（葡萄牙語：Conde Koma），日本青森縣中津輕郡船澤村（現弘前市）人，柔道七段，昭和時期著名柔道家，將柔道傳入巴西，並演變為日後的巴西柔術。

## 生平
前田光世在1896年進入早稻田中學，開始學習柔道。1897年進入講道館，接受橫山作次郎的指導，很快就嶄露頭角，成為嘉納治五郎門下著名的弟子，被稱為「講道館三羽鳥」之一。
1904年，嘉納治五郎派遣前田光世至美國西點軍校表演並推廣柔道，前田光世之後成為一名職業格鬥家，在美國各地及歐洲與人對戰為生。他身高只有165公分，體重70公斤，但是多次挫敗身材比他高大的選手，得到日本移民的大力支持。
前田光世在各地表演，最後受日本政府委託，到達南美巴西，幫助當地的日本移民。1915年，前田光世定居於巴西貝倫，後來亦在該地去世，因為受到當地格雷西家族的許多幫助，1918年開始，遂將日本傳統柔術傳授給卡洛斯·格雷西（Carlos Gracie），這也是巴西柔術的開始。

## 伸延閱讀
- Virgílio, Stanlei. . Editora Átomo. 2002. ISBN 85-87585-24-X （葡萄牙语）.